# ASB Classic 2018 - Qualificazioni singolare femminile
Le qualificazioni del singolare femminile dell'ASB Classic 2018 sono state un torneo di tennis preliminare per accedere alla fase finale della manifestazione. Le vincitrici dell'ultimo turno sono entrate di diritto nel tabellone principale. In caso di ritiro di una o più giocatrici aventi diritto, a queste sono subentrate le lucky loser, ossia le giocatrici che hanno perso nell'ultimo turno ma che avevano una classifica più alta rispetto alle altre partecipanti che avevano comunque perso nel turno finale.

## Teste di serie
1. Jana Fett (qualificata)
2. Richèl Hogenkamp (primo turno)
3. Viktorija Golubic (primo turno)
4. Naomi Broady (secondo turno)

1. Risa Ozaki (secondo turno)
2. Arina Rodionova (ultimo turno)
3. Sachia Vickery (qualificata)
4. Miyu Katō (ultimo turno)

## Qualificate
1. Jana Fett
2. Ysaline Bonaventure

1. Sachia Vickery
2. Viktória Kužmová

## Tabellone qualificazioni

### Legenda
| - Q = Qualificato - WC = Wild card - LL = Lucky loser | - ALT = Alternate - SE = Special Exempt - PR = Protected Ranking | - w/o = Walkover - r = Ritirato - d = Squalificato |

### Sezione 1
|  | Primo turno | Primo turno           | Primo turno           | Primo turno | Primo turno |  |  | Secondo turno | Secondo turno         | Secondo turno   | Secondo turno | Secondo turno |   |   | Ultimo turno | Ultimo turno | Ultimo turno | Ultimo turno | Ultimo turno |  |
|  |             |                       |                       |             |             |  |  |               |                       |                 |               |               |   |   |              |              |              |              |              |  |
|  | 1           | Jana Fett             | Jana Fett             | 6           | 6           |  |  |               |                       |                 |               |               |   |   |              |              |              |              |              |  |
|  |             | Elitsa Kostova        | Elitsa Kostova        | 2           | 1           |  |  | 1             | Jana Fett             | Jana Fett       | 7             | 6             |   |   |              |              |              |              |              |  |
|  | WC          | Paige Mary Hourigan   | Paige Mary Hourigan   | 3           | 4           |  |  |               | Bibiane Schoofs       | Bibiane Schoofs | 5             | 1             |   |   |              |              |              |              |              |  |
|  |             | Bibiane Schoofs       | Bibiane Schoofs       | 6           | 6           |  |  |               |                       |                 |               |               |   |   | 1            | Jana Fett    | Jana Fett    | 6            | 6            |  |
|  |             | Sílvia Soler Espinosa | Sílvia Soler Espinosa | 6           | 6           |  |  |               |                       | 8               | Miyu Katō     | Miyu Katō     | 3 | 4 |              |              |              |              |              |  |
|  |             | Eri Hozumi            | Eri Hozumi            | 2           | 3           |  |  |               | Sílvia Soler Espinosa | 2               | 6             | 4             |   |   |              |              |              |              |              |  |
|  |             | Miharu Imanishi       | 1                     | 7           | 1           |  |  | 8             | Miyu Katō             | 6               | 1             | 6             |   |   |              |              |              |              |              |  |
|  | 8           | Miyu Katō             | 6                     | 64          | 6           |  |  |               |                       |                 |               |               |   |   |              |              |              |              |              |  |

### Sezione 2
|  | Primo turno | Primo turno         | Primo turno     | Primo turno | Primo turno |  |  | Secondo turno | Secondo turno       | Secondo turno       | Secondo turno   | Secondo turno   |   |   | Ultimo turno | Ultimo turno        | Ultimo turno        | Ultimo turno | Ultimo turno |  |
|  |             |                     |                 |             |             |  |  |               |                     |                     |                 |                 |   |   |              |                     |                     |              |              |  |
|  | 2           | Richèl Hogenkamp    | 1               | 7           | 4           |  |  |               |                     |                     |                 |                 |   |   |              |                     |                     |              |              |  |
|  |             | Ysaline Bonaventure | 6               | 63          | 6           |  |  |               | Ysaline Bonaventure | Ysaline Bonaventure | 6               | 6               |   |   |              |                     |                     |              |              |  |
|  | WC          | Sacha Jones         | 6               | 1           | 1           |  |  |               | Katie Boulter       | Katie Boulter       | 1               | 1               |   |   |              |                     |                     |              |              |  |
|  |             | Katie Boulter       | 2               | 6           | 6           |  |  |               |                     |                     |                 |                 |   |   |              | Ysaline Bonaventure | Ysaline Bonaventure | 6            | 6            |  |
|  | WC          | Erin Routliffe      | 6               | 1           | 3           |  |  |               |                     | 6                   | Arina Rodionova | Arina Rodionova | 3 | 4 |              |                     |                     |              |              |  |
|  |             | Jamie Loeb          | 4               | 6           | 6           |  |  |               | Jamie Loeb          | Jamie Loeb          | 3               | 4               |   |   |              |                     |                     |              |              |  |
|  |             | Julia Glushko       | Julia Glushko   | 1           | 5           |  |  | 6             | Arina Rodionova     | Arina Rodionova     | 6               | 6               |   |   |              |                     |                     |              |              |  |
|  | 6           | Arina Rodionova     | Arina Rodionova | 6           | 7           |  |  |               |                     |                     |                 |                 |   |   |              |                     |                     |              |              |  |

### Sezione 3
|  | Primo turno | Primo turno       | Primo turno      | Primo turno | Primo turno |  |  | Secondo turno | Secondo turno  | Secondo turno  | Secondo turno  | Secondo turno  |   |   | Ultimo turno | Ultimo turno   | Ultimo turno   | Ultimo turno | Ultimo turno |  |
|  |             |                   |                  |             |             |  |  |               |                |                |                |                |   |   |              |                |                |              |              |  |
|  | 3           | Viktorija Golubic | 6                | 5           | 2           |  |  |               |                |                |                |                |   |   |              |                |                |              |              |  |
|  |             | Tereza Mrdeža     | 3                | 7           | 6           |  |  |               | Tereza Mrdeža  | Tereza Mrdeža  | 1              | 4              |   |   |              |                |                |              |              |  |
|  |             | Deborah Chiesa    | 3                | 6           | 6           |  |  |               | Deborah Chiesa | Deborah Chiesa | 6              | 6              |   |   |              |                |                |              |              |  |
|  | Alt         | Suzy Larkin       | 6                | 2           | 1           |  |  |               |                |                |                |                |   |   |              | Deborah Chiesa | Deborah Chiesa | 4            | 3            |  |
|  |             | Conny Perrin      | Conny Perrin     | 6           | 6           |  |  |               |                | 7              | Sachia Vickery | Sachia Vickery | 6 | 6 |              |                |                |              |              |  |
|  |             | Maryna Zanevs'ka  | Maryna Zanevs'ka | 4           | 3           |  |  |               | Conny Perrin   | Conny Perrin   | 3              | 0              |   |   |              |                |                |              |              |  |
|  |             | Magdalena Fręch   | Magdalena Fręch  | 5           | 3           |  |  | 7             | Sachia Vickery | Sachia Vickery | 6              | 6              |   |   |              |                |                |              |              |  |
|  | 7           | Sachia Vickery    | Sachia Vickery   | 7           | 6           |  |  |               |                |                |                |                |   |   |              |                |                |              |              |  |

### Sezione 4
|  | Primo turno | Primo turno      | Primo turno      | Primo turno | Primo turno |  |  | Secondo turno | Secondo turno    | Secondo turno    | Secondo turno | Secondo turno |   |   | Ultimo turno | Ultimo turno     | Ultimo turno | Ultimo turno | Ultimo turno |  |
|  |             |                  |                  |             |             |  |  |               |                  |                  |               |               |   |   |              |                  |              |              |              |  |
|  | 4           | Naomi Broady     | Naomi Broady     | 6           | 6           |  |  |               |                  |                  |               |               |   |   |              |                  |              |              |              |  |
|  |             | Louisa Chirico   | Louisa Chirico   | 3           | 3           |  |  | 4             | Naomi Broady     | Naomi Broady     | 2             | 4             |   |   |              |                  |              |              |              |  |
|  |             | Viktória Kužmová | Viktória Kužmová | 6           | 6           |  |  |               | Viktória Kužmová | Viktória Kužmová | 6             | 6             |   |   |              |                  |              |              |              |  |
|  | PR          | Barbora Štefková | Barbora Štefková | 3           | 3           |  |  |               |                  |                  |               |               |   |   |              | Viktória Kužmová | 6            | 1            | 6            |  |
|  |             | Arantxa Rus      | Arantxa Rus      | 6           | 6           |  |  |               |                  |                  | Arantxa Rus   | 4             | 6 | 2 |              |                  |              |              |              |  |
|  | WC          | Joanna Carswell  | Joanna Carswell  | 1           | 0           |  |  |               | Arantxa Rus      | 6                | 2             | 6             |   |   |              |                  |              |              |              |  |
|  |             | Asia Muhammad    | Asia Muhammad    | 3           | 4           |  |  | 5             | Risa Ozaki       | 3                | 6             | 1             |   |   |              |                  |              |              |              |  |
|  | 5           | Risa Ozaki       | Risa Ozaki       | 6           | 6           |  |  |               |                  |                  |               |               |   |   |              |                  |              |              |              |  |